# Клаус фон Щауфенберг
Клаус Шенк граф фон Щауфенберг (на немски: Claus Schenk Graf von Stauffenberg) е германски офицер, една от основните фигури в германското съпротивително движение и един от основните организатори на заговора от 20 юли, неуспешния опит за убийство на Хитлер.

## Ранен живот
Клаус фон Щауфенберг е роден на 15 ноември 1907 г. в католическо семейство. Произхожда от стар аристократичен род. Баща му, Алфред Шенк, е висш чиновник в съда във Вюртемберг, а по-късно заема поста маршал на съда на Вилхелм II. Майка му, Каролин Шенк – графиня Юкскюл (née Gräfin von Üxküll), е праправнучка на пруския генерал Август фон Гнайзенау. Клаус има двама по-големи братя – Бертолд и Алекзандър. Учат в гимназията Еберхард-Людвиг в Щутгарт.